# Schiefer Holzer Berg
Der Schiefer Holzer Berg ist ein Naturschutzgebiet in der niedersächsischen Stadt Alfeld (Leine) im Landkreis Hildesheim.
Das Naturschutzgebiet mit dem Kennzeichen NSG HA 077  ist nahezu vollständig Bestandteil des FFH-Gebietes „Sieben Berge, Vorberge“ und grenzt an das Naturschutzgebiet „Trockenlebensräume – Sieben Berge, Vorberge“. Das Gebiet steht seit dem 6. September 1984 unter Naturschutz. Zum 28. Dezember 2017 ist der größte Teil des Schutzgebietes im neu ausgewiesenen Naturschutzgebiet „Trockenlebensräume – Sieben Berge, Vorberge“ aufgegangen. Zuständige untere Naturschutzbehörde ist der Landkreis Hildesheim.
Das Naturschutzgebiet liegt nördlich des Alfelder Ortsteils Sack an einem Westhang der Vorberge. Der Hang aus Pläner-Kalkstein fällt steil zur Sackmulde ab. Es wird von artenreichem Halbtrockenrasen, Gebüschen und Laubmischwaldfragmenten geprägt, an die sich extensiv genutztes Grünland anschließt.

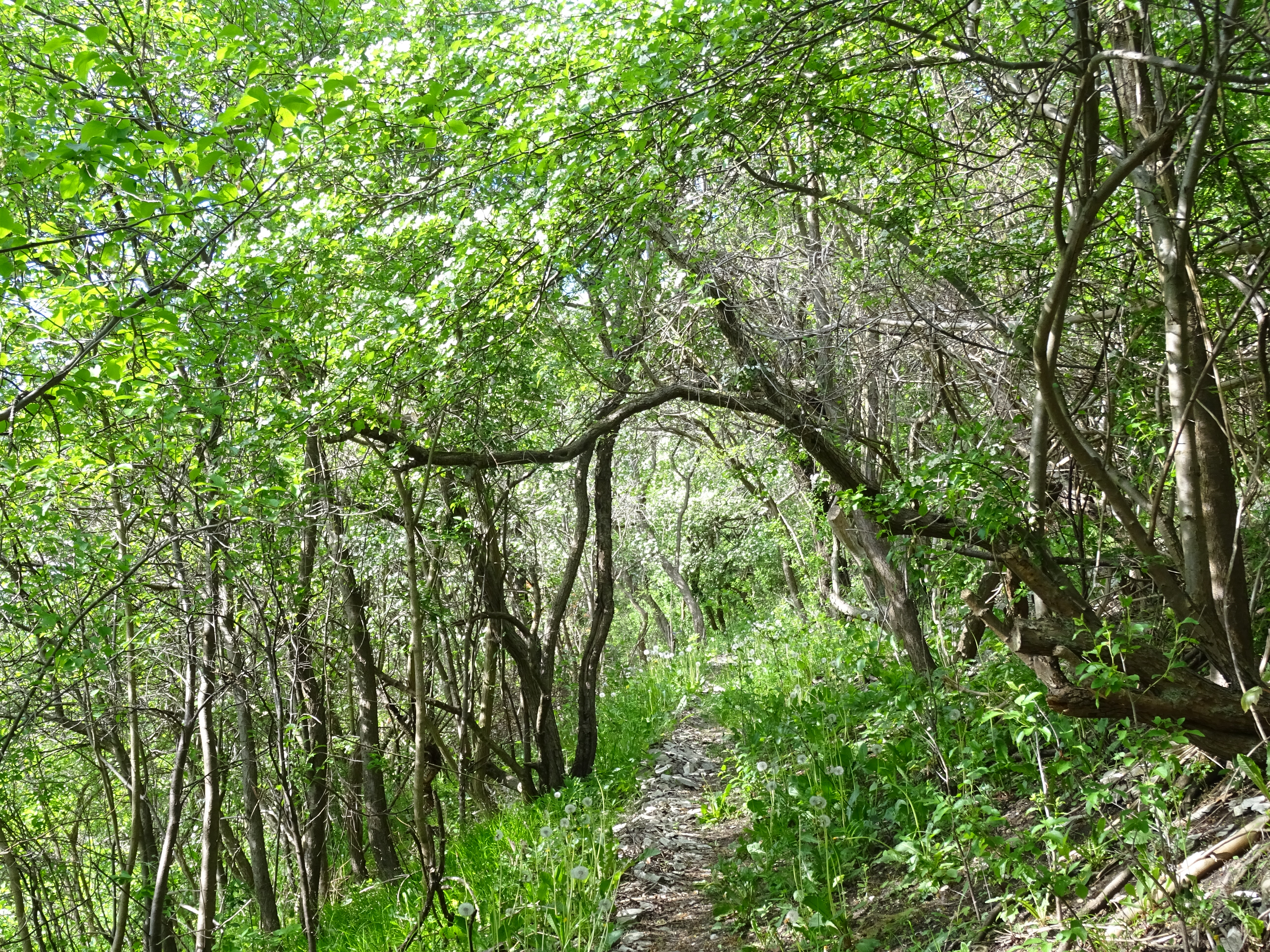
Wanderpfad im NSG
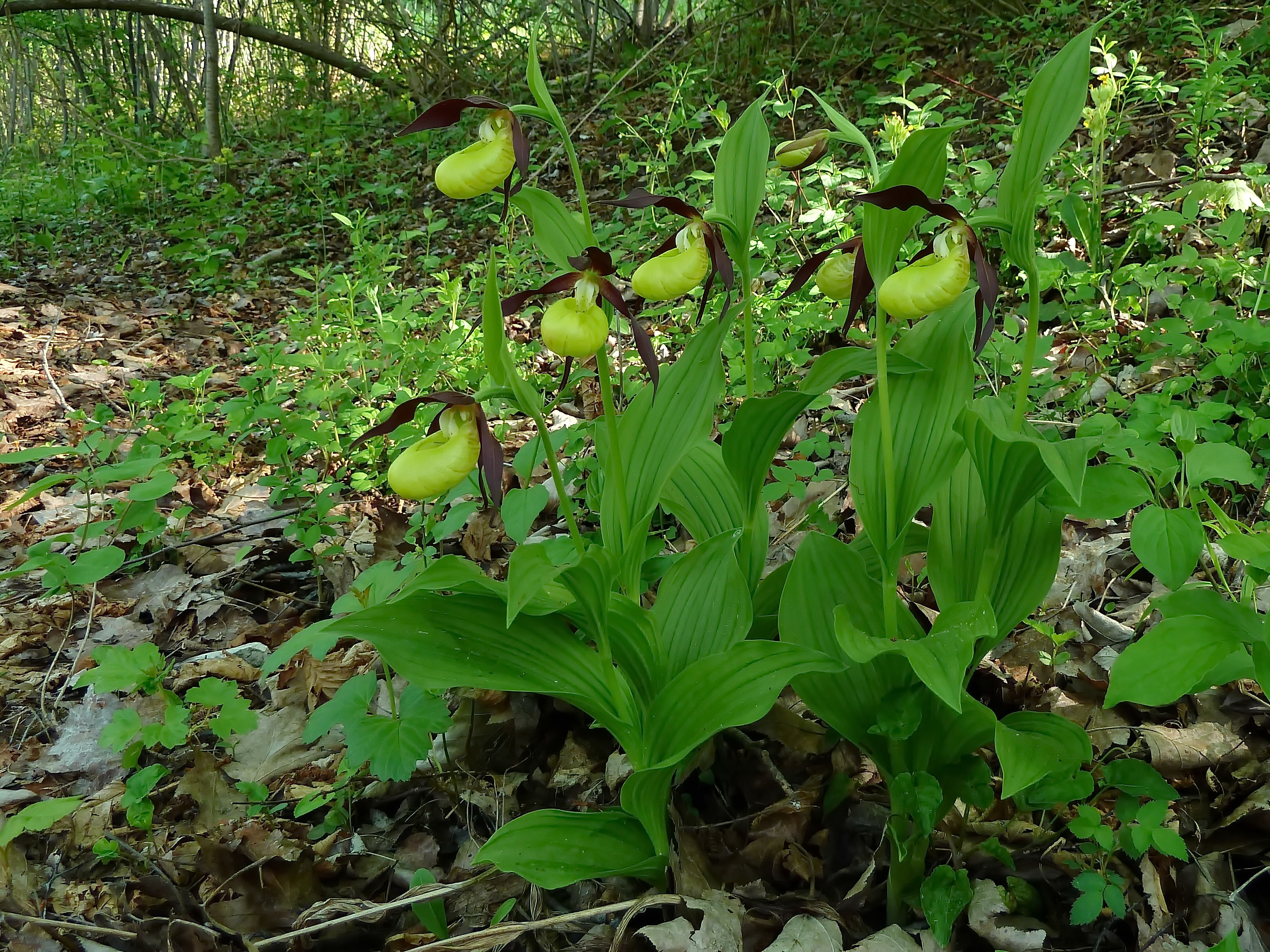
Gelber Frauenschuh im NSG
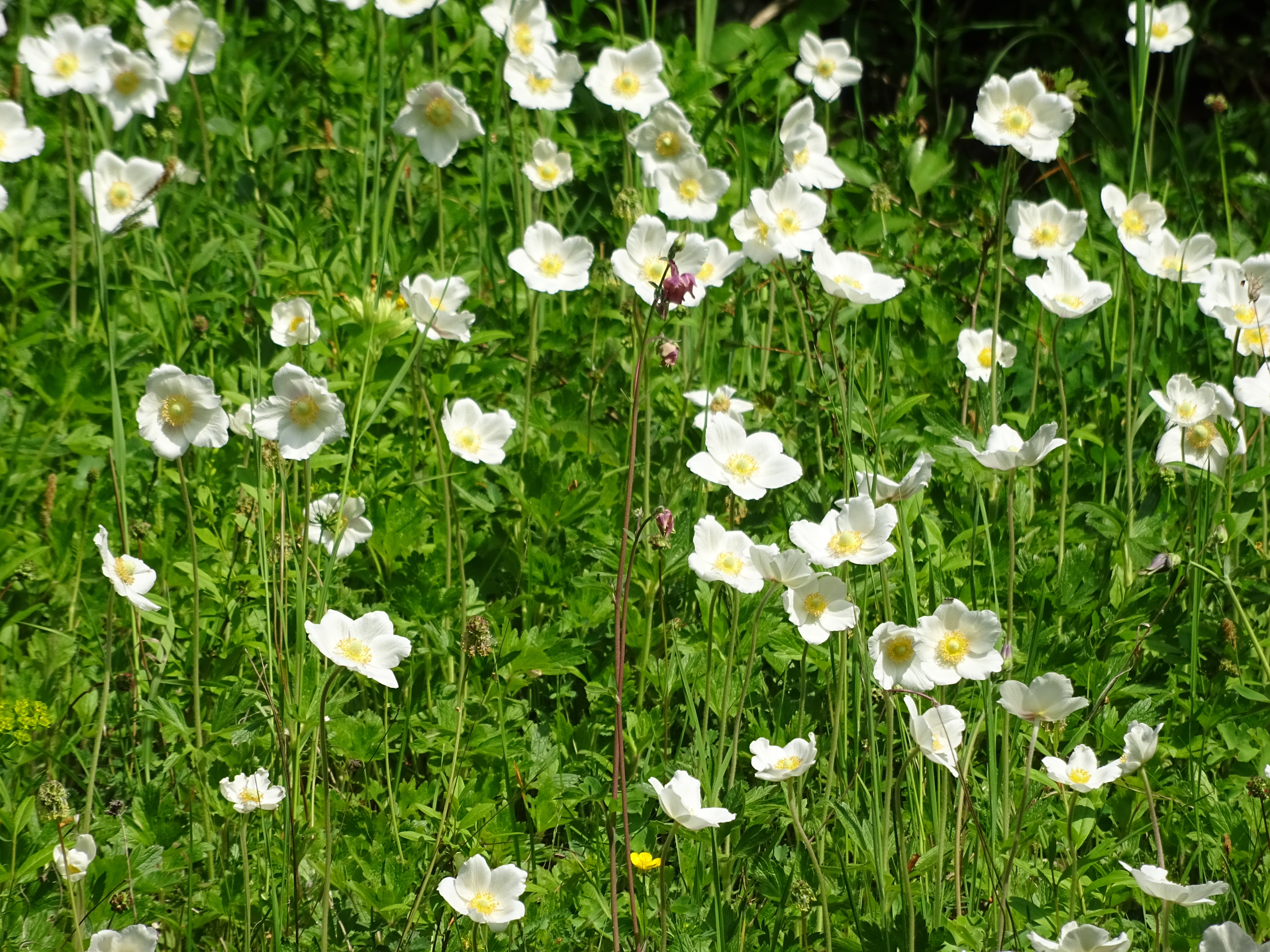
Große Windröschen im NSG